# Síndrome de Aicardi-Goutières
A síndrome de Aicardi-Goutières (AGS), que é completamente distinta da síndrome de Aicardi, de nome semelhante, é um distúrbio inflamatório raro, geralmente de início precoce, que afeta mais tipicamente o cérebro e a pele (distúrbio do desenvolvimento neurológico). A maioria dos indivíduos afetados experimenta problemas intelectuais e físicos significativos, embora esse nem sempre seja o caso. As características clínicas da SAG podem imitar as da infecção adquirida no útero, e algumas características da doença também se sobrepõem à doença autoimune lúpus eritematoso sistêmico (LES). Após uma descrição original de oito casos em 1984, a condição foi referida pela primeira vez como 'síndrome de Aicardi-Goutières' (AGS) em 1992 e a primeira reunião internacional sobre a AGS foi realizada em Pavia, Itália, em 2001.
O AGS pode ocorrer devido a mutações em qualquer um de vários genes diferentes, dos quais sete foram identificados até o momento, a saber: TREX1, RNASEH2A, RNASEH2B, RNASEH2C (que juntos codificam o complexo da enzima Ribonuclease H2), SAMHD1, ADAR1, e IFIH1 (codificação para MDA5). Essa doença neurológica ocorre em todas as populações do mundo, embora quase certamente seja subdiagnosticada. Até a presente data (2014), pelo menos 400 casos de AGS são conhecidos.

## Sinais e sintomas
A descrição inicial da AGS sugeriu que a doença sempre era grave e estava associada a um declínio neurológico incessante, resultando em morte na infância. À medida que mais casos foram identificados, tornou-se evidente que esse não é necessariamente o caso, com muitos pacientes agora considerados como demonstrando um quadro clínico aparentemente estável, vivo na quarta década. Além disso, indivíduos raros com mutações patogênicas nos genes relacionados à AGS podem ser minimamente afetados (talvez apenas com crianças frias) e estão na educação regular, e mesmo irmãos afetados dentro de uma família podem mostrar diferenças marcantes na gravidade.
Em cerca de dez por cento dos casos, a SAG aparece no nascimento ou logo após o nascimento (isto é, no período neonatal). Essa apresentação da doença é caracterizada por microcefalia, convulsões neonatais, má alimentação, nervosismo, calcificações cerebrais (acúmulo de depósitos de cálcio no cérebro), anormalidades da substância branca e atrofia cerebral; indicando assim que o processo da doença se tornou ativo antes do nascimento, isto é, no útero. Esses bebês podem ter hepatoesplenomegalia e trombocitopenia, bem como os casos de infecção viral transplacentária. Cerca de um terço desses casos de apresentação precoce, mais freqüentemente associados a mutações no TREX1, morrem na primeira infância.
Caso contrário, a maioria dos casos de SAG ocorre na primeira infância, algumas vezes após um período de desenvolvimento aparentemente normal. Durante os primeiros meses após o nascimento, essas crianças desenvolvem características de uma encefalopatia com irritabilidade, choro persistente, dificuldades de alimentação, febre intermitente (sem infecção óbvia) e neurologia anormal com tom perturbado, distonia, uma resposta exagerada de sobressalto e às vezes convulsões. O glaucoma pode estar presente no nascimento ou se desenvolver mais tarde. Muitas crianças mantêm a visão aparentemente normal, embora um número significativo seja corticalmente cego. A audição é quase invariavelmente normal. Com o tempo, até 40% dos pacientes desenvolvem as chamadas lesões de frieiras, mais tipicamente nos dedos dos pés e nas mãos e, ocasionalmente, envolvendo também as orelhas. Eles geralmente são piores no inverno.

## Genética

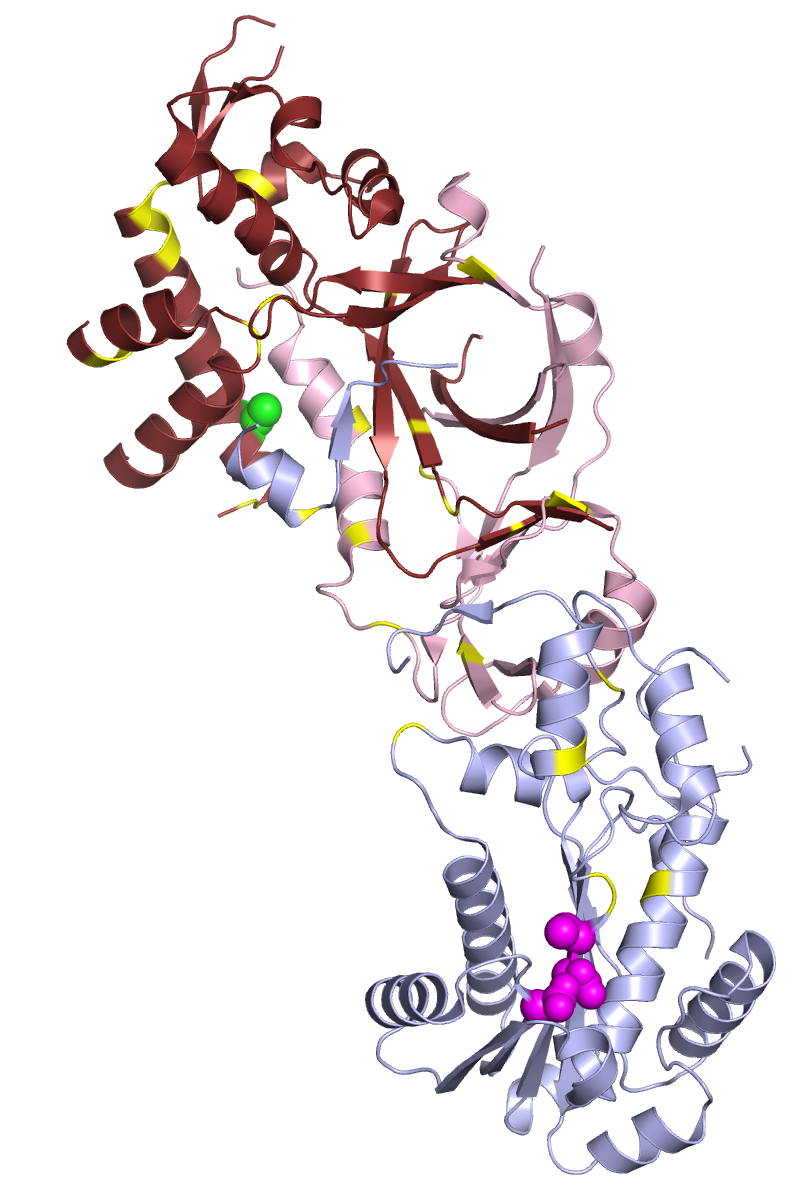
A estrutura do complexo H2 da ribonuclease trimérica. A subunidade catalítica A está em azul (sítio ativo em magenta) e as subunidades estruturais B e C estão em marrom e rosa, respectivamente. As posições destacadas em amarelo indicam locais conhecidos de mutações AGS. A mutação AGS mais comum - que substitui um resíduo de aminoácido alanina por treonina na subunidade B - é mostrada como uma esfera verde.

AGS é uma doença geneticamente heterogênea resultante de mutações em qualquer um dos sete genes que codificam: uma exonuclease de reparo 3' com atividade preferencial no DNA de fita simples (TREX1); qualquer um dos três componentes do complexo de endonucleases de ribonuclease H2 que atua nos ribonucleotídeos do RNA: híbridos de DNA (RNASEH2A, RNASEH2B, RNASEH2C); um domínio SAM e um domínio HD contendo proteína que funciona como uma desoxinucleosídeo trifosfato trifosfohidrolase (SAMHD1); uma enzima que catalisa a desaminação hidrolítica da adenosina em inosina no RNA de fita dupla (ADAR1); e o receptor de RNA de cadeia dupla citosólico (MDA5, também conhecido como IFIH1). Mutações no gene OCLN no cromossomo 5q13.2, que é considerado causador de calcificação em banda no cérebro, foram descobertas em indivíduos afetados e categorizadas como BLCPMG, frequentemente associada à SGA. Na maioria dos casos, exceto IFIH1- e casos raros de doença relacionada ao TREX1- e ADAR1, essas mutações seguem um padrão de herança autossômica recessiva (e, portanto, os pais de uma criança afetada enfrentam um risco 1 em 4 de ter outro filho afetado da mesma forma em toda concepção).
A AGS pode ser dividida em subtipos com base no gene no qual a mutação causadora ocorre. Uma pesquisa com 374 pacientes com diagnóstico de SAG relatou que as mutações mais frequentes ocorreram no RNASEH2B.
| Tipo | OMIM   | Gene     | Locus    | Frequência            |
| ---- | ------ | -------- | -------- | --------------------- |
| AGS1 | 225750 | TREX1    | 3p21.31  | 23% (1% dominante)    |
| AGS2 | 610181 | RNASEH2B | 13q14.3  | 36%                   |
| AGS3 | 610329 | RNASEH2C | 11q13.1  | 12%                   |
| AGS4 | 610333 | RNASEH2A | 19p13.2  | 5%                    |
| AGS5 | 612952 | SAMHD1   | 20q11.23 | 13%                   |
| AGS6 | 615010 | ADAR     | 1q21.3   | 7% (1% dominante)     |
| AGS7 | 615846 | IFIH1    | 2q24     | 3% (todos dominantes) |

Verificou-se que mutações associadas à SGA mostram penetrância incompleta em alguns casos, com crianças da mesma família com as mesmas mutações mostrando resultados neurológicos e de desenvolvimento marcadamente diferentes. As características clínicas e o curso da doença variam um pouco de acordo com o genótipo, com TREX1 associado a provável início no útero e alta taxa de mortalidade, e mutações RNASEH2B associadas a comprometimentos neurológicos levemente mais leves, menor atividade de interferon e vida útil mais longa.

## Patologia
A atividade do interferon tipo I foi originalmente descrita há mais de 50 anos como um fator solúvel produzido por células tratadas com vírus inativados e não replicantes que bloquearam a infecção subsequente por vírus vivo. Embora a rápida indução e amplificação do sistema de interferon tipo I seja altamente adaptativa em termos de erradicação de vírus, estimulação aberrante ou controle não regulamentado do sistema podem levar a saída inadequada e/ou excessiva de interferon.
Estudos das proteínas TREX1 relacionadas ao AGS, do complexo RNase H2, SAMHD1 e ADAR1, sugerem que um acúmulo inadequado de ácidos nucleicos auto-derivados pode induzir a sinalização de interferon tipo I. Os achados das mutações do IFIH1 em um contexto semelhante implicam a detecção aberrante dos ácidos nucléicos como causa da regulação positiva do sistema imunológico.
Qual é a fonte do ácido nucleico que induz o distúrbio imunológico na SGA? Curiosamente, foi demonstrado que o TREX1 pode metabolizar o DNA do HIV-1 com transcrição reversa e que o DNA de fita simples derivado de retroelementos endógenos se acumula nas células com deficiência de Trex1; no entanto, a regulação positiva de retroelementos em células nulas TREX1 foi recentemente contestada. Da mesma forma, outro produto genético relacionado ao AGS SAMHD1 também apresenta forte potência contra a atividade de múltiplos retroelementos não-LTR, o que é independente da famosa atividade da dNTPase do SAMHD1.

## Diagnóstico
Laboratório: triagem metabólica e infecciosa normal. Um aumento no número de glóbulos brancos (particularmente linfócitos) no LCR, e altos níveis de atividade do interferon alfa e neopterina no LCR são pistas importantes - no entanto, esses recursos são importantes. nem sempre presente. Mais recentemente, uma elevação persistente dos níveis de mRNA dos transcritos gênicos estimulados por interferon foi registrada no sangue periférico de quase todos os casos de SAG com mutações no TREX1, RNASEH2A, RNASEH2C, SAMHD1, ADAR1 e IFIH1 e em 75% dos pacientes com mutações no RNASEH2B. Estes resultados são independentes da idade. Assim, essa assinatura de interferon parece ser um marcador muito bom da doença.
Neurorradiologia: O espectro de características neurorradiológicas associadas à SAG é amplo, mas geralmente é caracterizado pelo seguinte:
- Calcificações cerebrais: As calcificações na TC (tomografia computadorizada) são vistas como áreas de sinal anormal, geralmente bilaterais e localizadas nos gânglios da base, mas às vezes também se estendendo para a substância branca. As calcificações são geralmente melhor detectadas com tomografias computadorizadas (e podem ser perdidas completamente na ressonância magnética sem sequências de eco de gradiente (ressonância magnética)).
- Anormalidades da substância branca : são encontradas em 75-100% dos casos e são melhor visualizadas na ressonância magnética. As alterações de sinal podem ser particularmente proeminentes nas regiões frontal e temporal. Anormalidades da substância branca às vezes incluem degeneração cística.

- Atrofia cerebral: é vista com frequência.

Genética: mutações patogênicas em qualquer um dos sete genes conhecidos por estarem envolvidos na SAG.

## Tratamento
No momento, não há terapias direcionadas especificamente à causa subjacente da SAG. Os tratamentos atuais tratam dos sintomas, que podem variar em escopo e gravidade. Muitos pacientes se beneficiam da alimentação por sonda. Os medicamentos podem ser administrados para ajudar com convulsões/epilepsia. O tratamento de frieiras permanece problemático, mas envolve principalmente manter os pés/mãos quentes. Às vezes, é necessária fisioterapia, incluindo o uso de talas, para evitar contraturas e a cirurgia. O botox (toxina botulínica) às vezes causou reações imunes graves em alguns pacientes com SRA, e o alto risco de possíveis danos cerebrais adicionais deve ser considerado antes da administração do botox. A terapia ocupacional pode ajudar no desenvolvimento e no uso da tecnologia (por exemplo, Dispositivos de Comunicação Assistiva) podem facilitar a comunicação. Os pacientes devem ser rastreados regularmente quanto a condições tratáveis, principalmente glaucoma e problemas endócrinos (especialmente hipotireoidismo). O risco versus benefício de administrar imunizações também deve ser considerado, pois alguns pacientes com AGS apresentam altas respostas imunes ou crises que causam mais danos cerebrais devido às imunizações, mas outros pacientes não têm problemas com imunizações; por outro lado, os pacientes com SAG morreram de doenças que podem ser imunizadas; portanto, a família deve considerar o risco versus benefício de cada imunização versus o risco do vírus real, se optar por não imunizar. A partir de 2017, existem estudos sobre drogas em andamento que podem levar a tratamentos medicamentosos para o AGS.

## História
Em 1984, Jean Aicardi e Francoise Goutières descreveram oito crianças de cinco famílias que apresentavam encefalopatia de início precoce grave, caracterizada por calcificação dos gânglios da base, anormalidades da substância branca cerebral e atrofia cerebral difusa. Um excesso de células brancas, principalmente linfócitos, foi encontrado no líquido cefalorraquidiano (LCR), indicando uma condição inflamatória. Durante o primeiro ano de vida, essas crianças desenvolveram microcefalia, espasticidade e distonia. Alguns dos pais das crianças eram geneticamente relacionados entre si, e as crianças eram do sexo masculino e feminino, o que sugeria que a doença era herdada como uma característica genética autossômica recessiva.
Em 1988, Pierre Lebon e seus colegas identificaram a característica adicional de níveis elevados de interferon-alfa no paciente com LCR na ausência de infecção. Essa observação apoiou a sugestão de que a SAG era uma doença inflamatória, assim como o posterior achado de níveis aumentados do marcador inflamatório neopterina no LCR e a demonstração de que mais de 90% dos indivíduos com diagnóstico genético da SIG, testados em qualquer idade, demonstram uma regulação positiva dos transcritos de genes induzidos por interferon - a chamada assinatura de interferon.
Todos os casos de encefalite por Cree (uma encefalopatia progressiva de início precoce em uma comunidade Cree First Nations no Canadá), e muitos casos descritos anteriormente como síndrome de pseudo-TORCH  (toxoplasmose, rubéola, citomegalovírus e vírus do herpes simplex), inicialmente considerados distúrbios separados, mais tarde foi considerado o mesmo que a SAG (embora existam outras causas de fenótipos geneticamente distintos, 'pseudo-TORCH').